# Слотен, Дирк Фок ван
Дирк Фок ван Слотен (нидерл. Dirk Fok van Slooten, 17 марта 1891 — 7 марта 1953) — нидерландский ботаник, директор Богорского ботанического сада. 

## Биография
Дирк Фок ван Слотен родился в Амерсфорте 17 марта 1891 года. 
Слотен учился в Утрехтском университете, где он получил степень доктора философии в 1919 году. В том же году Слотен был назначен ассистентом Гербария Богорского ботанического сада, а с конца 1948 года он стал директором Богорского ботанического сада. 
В 1951 году Слотен вышел на пенсию и поселился в Амстердаме. Дирк Фок ван Слотен умер в Амстердаме 7 марта 1953 года. 

## Научная деятельность
Дирк Фок ван Слотен специализировался на семенных растениях. 